# 召回派
召回派（俄语：Отзови́сты）是俄国社会民主工党内部的一个左倾机会主义派系，主要代表人物包括亚历山大·波格丹诺夫和阿纳托利·卢那察尔斯基等。在1905年俄国革命失败后，俄国进入“斯托雷平反动时期”，革命运动陷入低谷。此时，弗拉基米尔·列宁领导的布尔什维克调整革命策略：一方面派代表参加1907年召开的俄罗斯帝国第三届国家杜马，利用国家杜马的讲坛揭露沙皇政府，进行合法斗争；另一方面则建立党的秘密组织，在群众中开展反对沙皇政府的宣传和动员。然而，布尔什维克队伍中的一些人以极左的姿态出现，反对将合法斗争与秘密斗争结合起来，声称只有走上街垒的人才算真正的革命者，而留在国家杜马中的人不配称为革命者。他们主张党拒绝一切合法斗争的形式，并要求从杜马中召回党的代表，以及从工会和其他群众团体中召回党员，因此被称为“召回派”，其主张被称为“召回主义”。列宁称召回派为“来自左面的取消主义”。1909年6月，列宁主持召开《无产者报》编辑部的扩大会议，严厉批评召回派，并决定将其清除出布尔什维克的队伍。